# Ciprian Caplescu
Pas d'image ? Cliquez ici

a Compétitions nationales et continentales officielles uniquement.

b Matchs officiels uniquement.
Dernière mise à jour le 29 août 2018.
Ciprian Florin Caplescu, né le 28 juillet 1986, est un joueur de rugby à XV roumain qui évolue au poste de demi de mêlée.

## Carrière
Caplescu a connu sa première sélection le 10 mars 2007 contre l'équipe d'Espagne. Il participe à la coupe du monde de rugby 2007.

## Statistiques en équipe nationale
- 13 sélections
- Sélections par année : 4 en 2007, 3 en 2008 et 4 en 2013